# Leonid Volkov
Leonid Michajlovič Volkov (rusky Леонид Михайлович Волков, * 10. listopadu 1980, Jekatěrinburg) je ruský opoziční politik a IT specialista. V politice začínal jako jekatěrinburský městský zastupitel. V roce 2012 založil stranu Národní aliance, dnes Rusko budoucnosti, vedl volební kampaně Alexeje Navalného při volbách starosty Moskvy (2013) a při prezidentských volbách (2018). 

## Životopis
Narodil se 10. listopadu 1980 v Jekatěrinburgu v rodině profesora Uralské státní univerzity Michaila Vladimiroviče Volkova. Podle svého vyjádření je židovské národnosti.
Roku 2002 zakončil matematicko-mechanickou fakultu Uralské státní univerzity, v roce 2006 získal titul kandidát fyzicko-matematických věd.
Mezi lety 1998 až 2010 pracoval v softwarové firmě SKB Kontur. Zde prošel po kariérním žebříčku od programátora-stážisty až po zástupce generálního ředitele, od roku 2007 vedl Sekci federálních projektů. Pracoval zejména na rozvoji systémů elektronické evidence pro firmy i státní správu. Roku 2010 založil vlastní IT firmu Projector.
Roku 2013 se i s rodinou přestěhoval z Jekatěrinburgu do Lucemburska, v roce 2015 se ovšem vrátil zpět, aby se znovu zapojil do politického života v Rusku. Od roku 2020 žil s  rodinou ve Vilniusu v Litvě.

### Napadení
Dne 12. března 2024 byl Volkov před svým domem ve Vilniusu napaden. Útočník mu rozbil okno u auta, nastříkal mu slzný plyn do očí a potom mu uštědřil asi 15 ran kladivem do nohy. Kromě poranění nohy utrpěl Volkov zlomeninu ruky a pohmožděniny na hlavě. „Byl to typický gangsterský pozdrav od Putinových přisluhovačů,“ zhodnotil pak útok ve videovzkazu, v němž Rusy vyzval k účasti na protestní akci během prezidentských voleb s názvem Poledne proti Putinovi.

## Politická činnost
Dne 1. března 2009 byl zvolen jekatěrinburským městským zastupitelem za Kirovský rajón. Téhož roku se stal členem hnutí Solidarita. Angažoval se také v hnutí proti výstavbě chrámu svaté Kateřiny na náměstí Práce v Jekatěrinburgu.
Roku 2011 se pokusil kandidovat ve volbách do zákonodárného shromáždění Sverdlovské oblasti, avšak vrchní soud RF jej k volbám nepřipustil kvůli nadměrnému počtu neplatných podpisů pro nominaci.
V roce 2012 založil stranu Národní aliance (dnes Rusko budoucnosti) a byl zvolen do jejího ústředního výboru. V létě 2013 se postavil do čela předvolebního štábu Alexeje Navalného, který tehdy kandidoval na post starosty Moskvy.
Roku 2015 se stal volebním manažerem Strany národní svobody (PARNAS) ve volbách do zákonodárného shromáždění Novosibirské oblasti. Po odmítnutí registrace kandidátky kvůli chybám v odevzdaných podpisech občanů (podle Volkova byly chyby ve státní evidenci) vyhlásil hladovku. Téhož roku pracoval také jako volební manažer Strany národní svobody ve volbách do kostromské oblastní rady.
V roce 2015 bylo proti Volkovovi zahájeno trestní řízení na základě oznámení korespondenta prokremelské televizní stanice LifeNews. Nejdříve měl novináři poškodit mikrofon, později tento změnil výpověď a tvrdil, že jej silně uchopil za ruku, a způsobil mu tak bolest. Soud mu za to v srpnu 2016 přiřknul 30 tisíc rublů pokuty.
Roku 2017 byl dvakrát vězněn. Poprvé byl odsouzen 27. března na 10 dní za neuposlechnutí rozkazu příslušníka policie. Stalo se tak, když spolu s jinými spolupracovníky zajišťoval v kanceláři Fondu boje s korupcí přímý přenos protestů po celém Rusku v souvislosti s obviněním Dmitrije Medvěděva z korupce a policisté celou budovu evakuovali kvůli údajné zprávě o bombě. Podruhé strávil jako vedoucí prezidentské volební kampaně Alexeje Navalného v prosinci 30 dní ve vězení za výzvy k účasti na mítinku v Nižním Novgorodu nedohodnutém s místními úřady. Téhož roku byl obviněn z naprogramování viru, načež byla v krasnojarském štábu Navalného provedena prohlídka a zabaveny počítače.
V letech 2021 až 2023 byl předsedou správní rady Navalného Fondu boje s korupcí. Z funkce odstoupil po tom, co vyšlo najevo, že podepsal dopis, který vyzývá Evropskou unii ke zrušení mezinárodních sankcí uvalených na ruského oligarchu Michaila Fridmana. Ve funkci ho nahradila Marija Pevčichová.

## Osobní život
Volkov je ženatý a má 3 děti.